# John Garfield
John Garfield (egentligen Jacob Julius Garfinkle), född 4 mars 1913 i New York, död 21 maj 1952 i New York, var en amerikansk skådespelare.
Hans far var en fattig skräddare, som var judisk invandrare i USA. Garfield växte upp i New Yorks tuffa Lower East Side och var på gränsen till kriminalitet, ständigt inblandad i gängbråk, när han placerades på en ungdomsvårdsskola. Han vann en diskussionstävling i tidningen New York Times vilket gav honom ett stipendium och möjlighet att studera. 
Under några år levde han ett vagabondliv och reste runt USA med godståg, återvände sedan till New York och gjorde scendebut på Broadway 1936. Han filmdebuterade 1938 i Fyra döttrar.
De roller han kom att spela på film skilde sig inte mycket från hans verkliga jag – cyniska, trotsiga unga män som inte har långt till knytnävarna. Under 1950-talets hetsjakt på förmodade kommunistsympatisörer blev han svartlistad då han vägrade uppge namn på vänner som misstänktes ha "vänstervridna" politiska åsikter. 
Garfield avled av en hjärtattack 1952, och hans vänner sade att det var svartlistandet som blev hans död. Han fick postumt en stjärna på Hollywood Walk of Fame vid adressen 7065 Hollywood Boulevard.

## Filmografi (urval)
- 1938 – Fyra döttrar
- 1939 – Frihetshjälten Juarez
- 1939 – Den oväntade gästen
- 1939 – De gjorde mig till brottsling
- 1941 – Ljuset bortom dimman
- 1941 – Varg-Larsen
- 1942 – Dagdrivarbandet
- 1943 – Tacka din lyckliga stjärna
- 1944 – Spionage i Tokyo
- 1944 – Till främmande hamn
- 1945 – Vägen mot ljuset
- 1946 – Vilse
- 1946 – Humoresque
- 1946 – Brottsling gör revolt
- 1947 – Kropp och själ
- 1947 – Tyst överenskommelse
- 1949 – Hasard
- 1950 – Illdåd ombord